# F.V.D. Stehaufchen
Das F.V.D. Stehaufchen (auch Dresdener Stehaufchen, später Akaflieg Dresden D-B1) war ein einsitziges Doppeldecker-Gleitflugzeug des Flugtechnischen Vereins Dresden (FVD). Es nahm mit einigem Erfolg an den Rhönwettbewerben 1921 und 1922 teil und wurde zur Flugausbildung genutzt.

## Geschichte
Bereits vor der formellen Gründung der Akademischen Fliegergruppe Dresden (Akaflieg) etwa 1924 bestand eine Kooperation zwischen der TH Dresden, dem örtlichen Sportflugplatz und dem FVD. Der Flugtechnische Verein beschloss am 11. Februar 1921, am 2. Rhönwettbewerb auf der Wasserkuppe mit einem eigenen Flugzeugentwurf teilzunehmen. An der Technischen Hochschule konnten nach Fürsprache durch Professor Pöppl Arbeitsräume und eine Werkstatt eingerichtet werden. Als Gegenleistung ließ der FVD später die Gründung der Akaflieg Dresden als dessen Untergruppe zu.
Die Studenten der TH, Horst Muttray, Reinhold Seiferth und Rudolf Spies entwarfen das Stehaufchen genannte Gleitflugzeug für den Wettbewerb und für die anschließende Nutzung für wissenschaftliche Untersuchungen und als Schulflugzeug. Die Doppeldecker-Konfiguration wurde aus Festigkeitsgründen und für den Eisenbahntransport gewählt, der als maximale Abmessung des Frachtgutes 4,20 m zuließ. Der Bau begann am 11. Juni 1921; der erste Flug erfolgte etwa zehn Wochen später am 23. August auf der Wasserkuppe. Nach Gründung der Akaflieg Dresden wurde das Gleitflugzeug als die erste Eigenkonstruktion des Vereins D-B1 genannt.

## Konstruktion
Das Stehaufchen war ein einsitziger Doppeldecker mit zwei Holmen im Abstand von 70 cm und 1,2° gepfeilten Tragflächen unterschiedlicher Spannweite. Die mit geringem Versatz übereinander angeordneten Flügel hatten mit 1,50 m einen ungewöhnlich großen Abstand zueinander, um dem Piloten das Einsteigen zu erleichtern. Der 1,20 m tiefe Unterflügel mit etwa 1,5°-V-Stellung war am Rumpfboot montiert, der 1,45 m tiefe Oberflügel wurde von drei V-förmigen Strebenpaaren zum Rumpf hin abgestützt. Parallele, aufgrund der unterschiedlichen Flügelspannweiten nach außen geneigte – untereinander mit Draht verspannte Verstrebungen – verbanden die Kastenholme beider Flügel. Beide Tragflächen hatten einen ungefähr rechteckigen Grundriss bei konstanter Flügeltiefe, die obere hatte eine etwa 1,6 mal so große Spannweite wie der Unterflügel. Das Flugzeug war komplett in Holz gefertigt, die Tragflächenvorderkante zweilagig mit Sperrholz beplankt, der restliche Flügel stoffbespannt und teilweise beweglich. Das Tragflügelprofil war eine Eigenentwicklung. Um die Längsachse gesteuert wurde durch Tragflächenverwindung.
Das Flugzeug hatte einen mit vier Spanten gebauten, 70 cm breiten und hohen, 4,20 m langen stoffbespannten Holzfachwerkrumpf mit rechteckigem Querschnitt. Das nahezu rechteckige, 2,80 breite und 65 cm tiefe, gedämpfte Höhenleitwerk befand sich auf der Oberseite des Rumpfendes wie auch das Seitenleitwerk mit halbrundem Seitenruder. Alle Leitwerksflächen waren stoffbespannte Holzkonstruktionen. Das Stehaufchen hatte zwei 5 cm breite, zweifach gekrümmte Eschen-Kufen an den Seiten der Rumpfunterseite.

## Nutzung

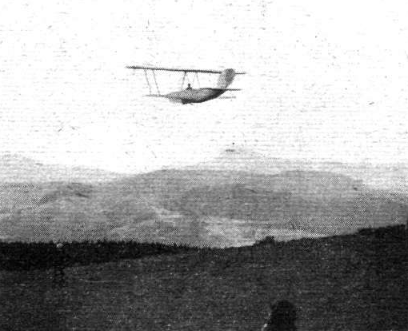
Flug beim Rhönwettbewerb 1922

Das Stehaufchen flog zum ersten Mal 1921 im Rahmen des Rhönwettbewerbs. Ein erster Flug Muttrays am 23. August über 400 Meter dauerte 38 Sekunden und brachte ihm den Segelfliegerausweis Nummer 13; fünf Tage später flog er bereits drei Minuten. Mehr als ein Drittel der beteiligten Flugzeuge waren Doppeldecker, davon das Stehaufchen als das einzige, das längere Flüge ausführte. Deren drei Konstrukteure wurden mit 1500 Mark Preisgeld ausgezeichnet. Nach Ende des Wettbewerbes blieb das Flugzeug noch bis in den September auf der Wasserkuppe, machte Flüge von bis zu 4,5 Minuten Dauer und ermöglichte damit Seiferth und Spies, die Bedingungen für die Segelfluglizenz Nr. 14 und 15 zu erfliegen. Das Stehaufchen wurde im Laufe dieser Flüge beschädigt und trat als Bahnfracht die Heimreise an. Im Zuge der Überarbeitung der Konstruktion wurde die Spannweite der oberen Tragfläche auf 9 m erhöht. Die Flugerprobung der wiederaufgebauten Maschine begann im Frühjahr 1922 im neuen Fluggelände bei Geising im Erzgebirge, auch im Gummiseilstart. Beim 3. Rhönwettbewerb 1922 gewann das Flugzeug den ersten Preis für Flugdauer und einen zweiten für eine zurückgelegte Flugstrecke von 2,7 Kilometern.
1923 konnte das Stehaufchen nicht am Wettbewerb teilnehmen, da es beim Abnahmeflug vor der Technischen Kommission zu Bruch ging.

## Technische Daten
| Kenngröße          | Daten              |
| ------------------ | ------------------ |
| Besatzung          | 1                  |
| Länge              | 4,80 m             |
| Spannweite (oben)  | 8 m (ab 1922: 9 m) |
| Spannweite (unten) | 6 m                |
| Höhe               | 2 m                |
| Flügelfläche       | 18,7 m²            |
| Leermasse          | 70 kg              |
| Flugmasse          | 140 kg             |
| Gleitzahl          | 8                  |